# NGC 2545
NGC 2545 (również PGC 23086 lub UGC 4287) – galaktyka spiralna z poprzeczką (SBab), znajdująca się w gwiazdozbiorze Raka. Odkrył ją William Herschel 11 stycznia 1787 roku. Jest to galaktyka z aktywnym jądrem.
W galaktyce tej zaobserwowano supernową SN 2008hn.